# Pycnogonum planum
Pycnogonum planum är en havsspindelart som beskrevs av Stock, J.H. 1954. Pycnogonum planum ingår i släktet Pycnogonum och familjen Pycnogonidae. Inga underarter finns listade i Catalogue of Life.